# Douglas A-26 Invader
Дуглас A-26 Інвейдер (англ. Douglas A-26 Invader) — американський двомоторний легкий бомбардувальник-штурмовик виробництва американської авіакомпанії Douglas Aircraft Company, розроблений на початку 1940-х років. Перебував на озброєнні військово-морських сил США та багатьох інших країн за часів Другої світової, Корейської та В'єтнамської війн, а також низки локальних конфліктів другої половини XX століття.
Гарно захищений літак з порівняно великим бомбовим навантаженням був одним з найшвидших бомбардувальників союзників. Всього було побудовано приблизно 1355 штурмовиків А-26В і 1091 бомбардувальників А-26С.

## Історія створення
Наприкінці 1940 року на фоні перебігу подій у Західній Європі, керівництво військово-повітряних сил армії США видало замовлення на розробку лінійки багатоцільових ударних літаків, які мусили поєднувати в собі функції легкого бомбардувальника ближнього радіуса дії та штурмовика. В результаті компанія «Дуглас» представила на конкурс три варіанти літаків: тримісний бомбардувальник Douglas XA-26 з заскленою носовою частиною фюзеляжу, двомісний нічний винищувач XA-26A з радаром та важкий штурмовик XA-26B, озброєний 75-мм гарматою. Концептуально проект багатоцільового літака базувався на попередній моделі A-20 «Хевок», але мав використовувати потужніші двигуни Pratt & Whitney R-2800-27, що дозволило збільшити бомбове навантаження, захисне озброєння і радіус дії.
Завершення першого прототипу затрималось приблизно на пів року через проблеми з виготовленням обладнання. Тому прототип XA-26 вперше піднявся в повітря тільки 10 липня 1942 року з майбутнього міжнародного аеропорту Лос-Анджелеса в Ель-Сегундо, а 31 жовтня 1942 року вперше піднявся в небо XA-26A. Після виготовлення і випробувань усіх трьох дослідних зразків армія вирішила відмовитись від нічного винищувача і використання гармат великого калібру і доцільним запуску в виробництво було визнано тільки бомбардувальний варіант XA-26 і штурмовик з кулеметним озброєнням.
Попри тому, що в цілому літак продемонстрував високі льотно-технічні характеристики, проблеми з силовою установкою відстрочили термін прийняття його на озброєння. Після довгих іспитів, ретельного вивчення досвіду застосування штурмовиків у Європі та на Тихому океані, A-26B урешті-решт був замовлений урядом для повітряних сил армії США. У серпні 1944 року поступило перше замовлення на 1 355 одиниць штурмовиків. Виробництво A-26 Invader почалося на заводі в Лонг-Біч вже в вересні 1943 року, але до кінця року було завершено тільки 7 літаків, проте вже наступного року почалось дійсно масове виробництво. Загалом до серпня 1945 року було виготовлено 2523 A-26.

## Основні модифікації

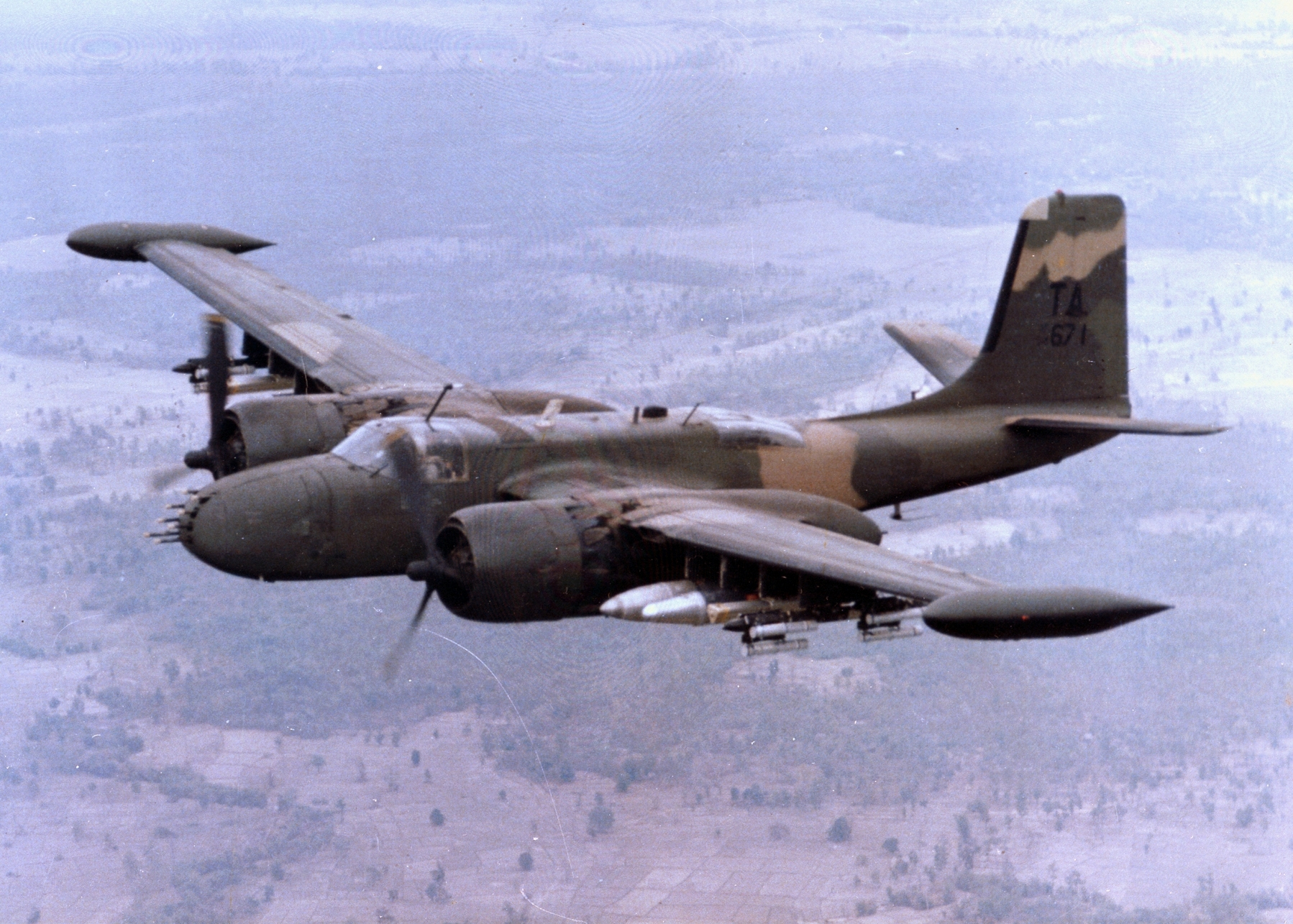
B-26K

- A-26B (з 1948 року — B-26B) — штурмовий варіант з посиленим курсовим озброєнням. Оснащувався двигунами R-2800-27, -71 або -79. (1355 екз.)
  - XJD-1 — буксирувальник на основі A-26B (1 прототип)
  - ТВ-26В — навчальний варіант без озброєння.
  - VB-26B — літак управління
  - СВ-26В — транспортна модифікація.
- A-26C (з 1948 року — B-26С) — бомбардувальний варіант з заскленою носовою частиною. (1144 екз.)
  - JD-1 (з 1962 року — UB-26J) — буксирувальник мішеней для ВМС (140 переобладнано з A-26C)
  - JD-1D (з 1962 року — DB-26J) — JD-1 пристосований для запуску та управління безпілотними літальними апаратами
  - FA-26C (з 1962 року — RB-26C) — фоторозвідник на базі A-26C
  - ЕВ-26С — літак для випробувань керованих ракет і озброєння
- B-26K (з 1966 року — A-26A) — переобладнані для протипартизанських місій. Було встановлено потужніші двигуни, знято захисне озброєння, але посилено ракетно-бомбове. (40 літаків переобладнано в 1964-65 роках.)

## Історія використання

### Друга світова війна

#### Європейський ТВД

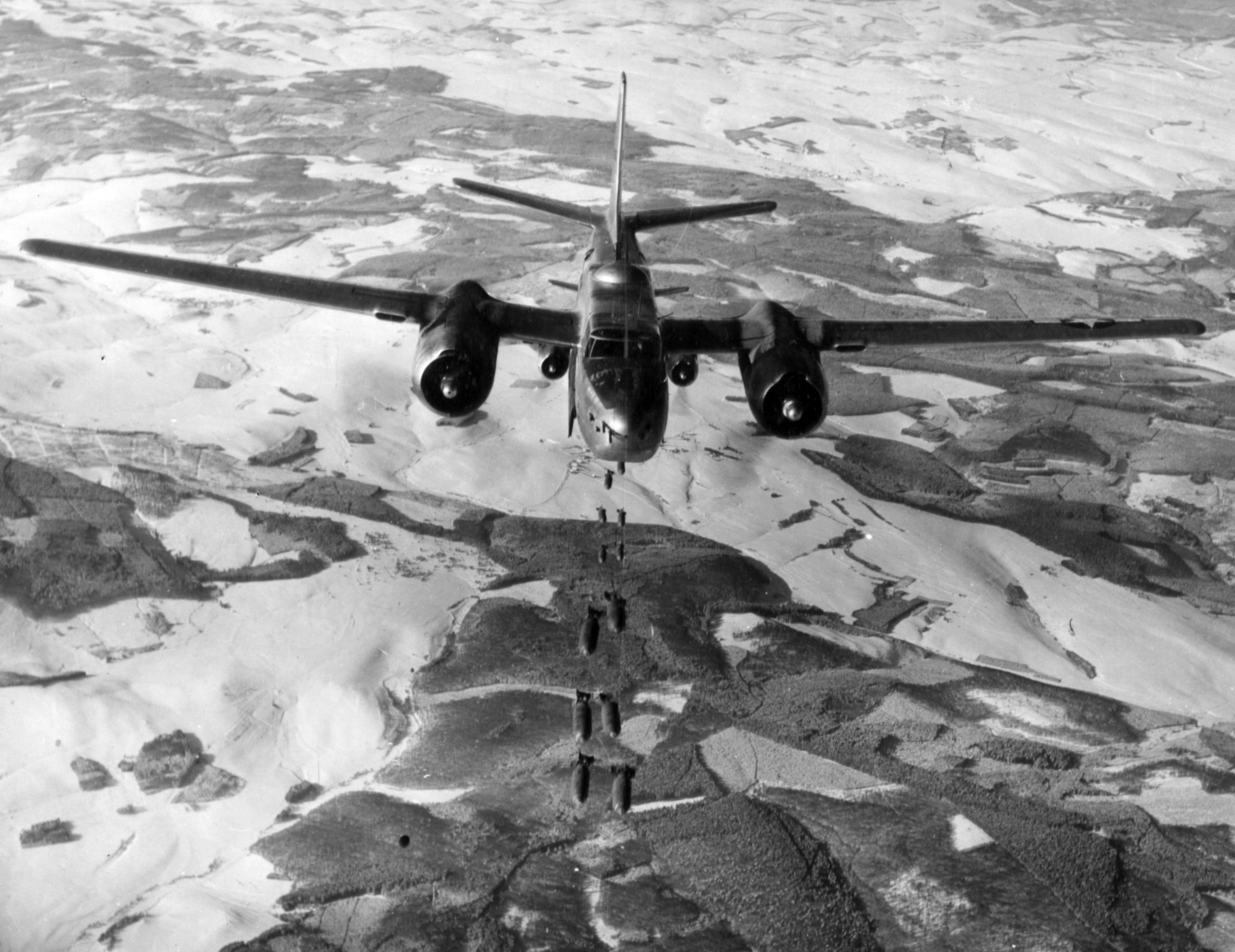
A-26 бомбардує лінію Зігфрида.

У вересні 1944 року 553-тя бомбардувальна ескадрилья, озброєна «Інвейдерами» почала діяти над територією Франції. Перший бойовий виліт відбувся 6 вересня проти цілей поблизу Бреста. До листопада новими літаками була оснащена ціла 416-а бомбардувальна група, а до весни 1949 таких груп вже було чотири. Ескадрилії комплектувались одночасно модифікаціями A-26B і A-26C, при цьому A-26C використовувались як лідери ударних груп. З січня 1945 «Інвейдери» в складі 47-ї бомбардувальної групи з'явилися на передовій в Італії, де завдавали удари з повітря по німецьких військах і комунікаціях. На початку травня 1945 року в Франції було 489 A-26, а в Італії ще 138.
Пілоти були захоплені маневреністю і легкістю управління, але штурмовик А-26 володів надмірно складною і виснажливою приладовою дошкою, а також — слабкою передньою стійкою шасі, яка легко руйнувалася при посадці. Ліхтар кабіни екіпажу було важко відкрити у разі аварійного залишення машини. З часом ці проблеми були вирішені, й пілоти літака А-26 пишалися опануванням вимогливої, але ефективної бойової машини.
За нетривалий час з моменту появи на фронті до повної капітуляції Німеччини на Європейському ТВД «Інвейдери» здійснили 11 567 вильотів і скинули 18 054 тонн бомб. А-26 був настільки спритним, щоб міг постояти за себе при зустрічі з винищувачами супротивника. 19 лютого 1945 майор Майрон Л. Дарки з 386-ї бомбардувальної групи у Франції записав на свій рахунок «ймовірну перемогу» над гордістю німецької авіації — реактивним винищувачем «Мессершмітт» Me-262.
У Європі з різних причин було втрачено близько 67 «Інвейдерів», але за А-26 лічиться сім підтверджених перемог у повітряних боях.

#### Тихоокеанський ТВД
На Тихому океані «Інвейдер» також прогресував від невдалого початку до досягнення високої ефективності. Ще літом 1944 року перші чотири штурмовики A-26B прибули на Нову Гвінею, де були включені в 3-ю бомбардувальну групу, але до травня 1945 року «Інвейдери» майже не використовувались, екіпажі 3-ї групи здійснювали періодичні нальоти проти Формози.
Після прибуття на Окінаву 41-ї бомбардувальної групи з 102 A-26, останні почали активно використовуватись для бомбардувань цілей на території Японії і Китаю. В липні на Окінаву прибула ще 319-а бомбардувальна група, а загалом до осені 1945 року на цьому театрі діяло близько 250 «Інвейдерів».

### Післявоєнне використання

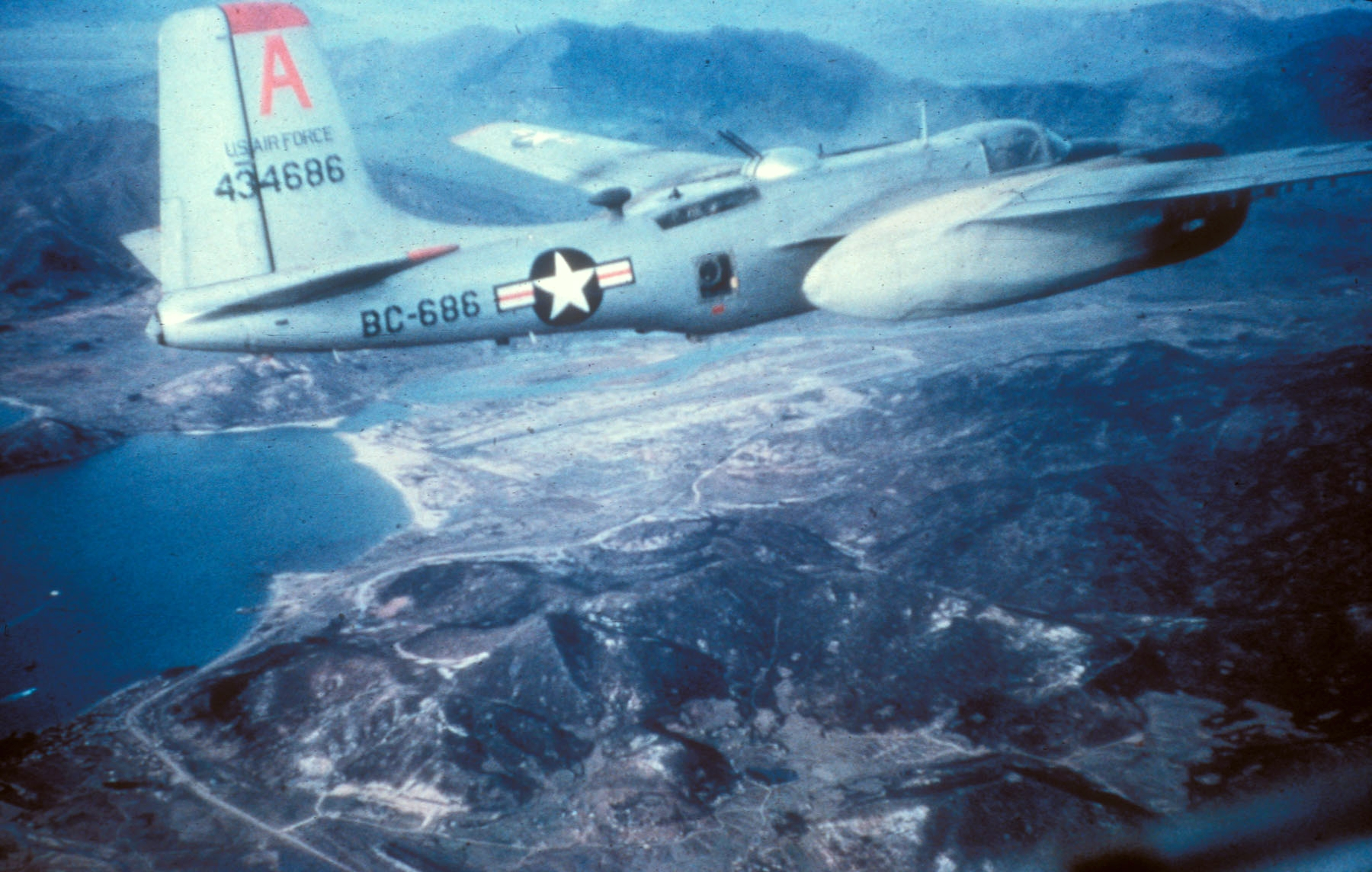
A-26B над Кореєю.

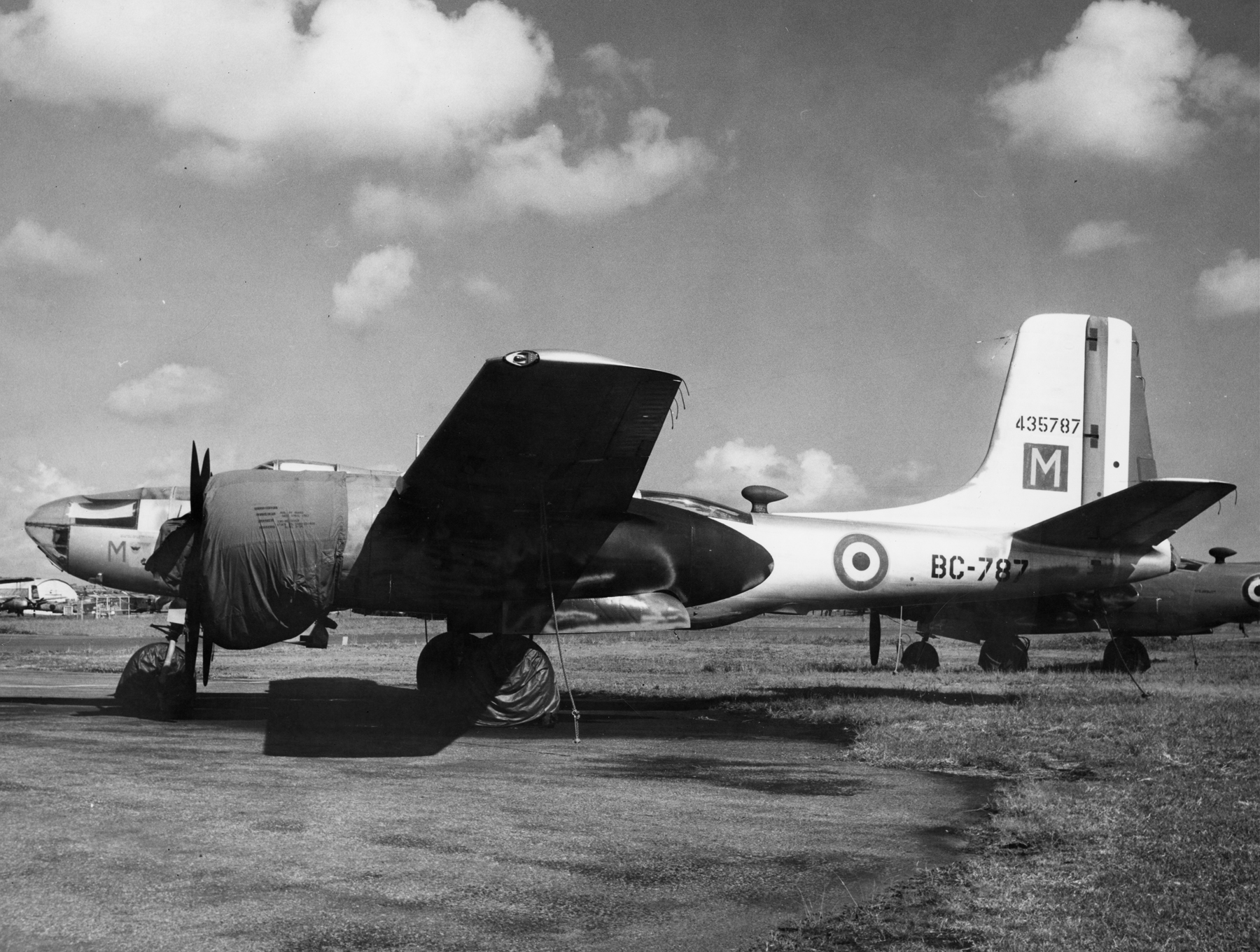
Французький B-26 в Індокитаї

Після перемоги над Японією більшість A-26 спочатку були переведені в резервні частини або законсервували, а в строю залишились тільки дві групи — 3-я в Японії і 47-а в Техасі. Але до початку активної фази Корейської війни їх почали повертати в стій і під час війни ВПС США мала близько 120 A-26 базованих в Кореї. Новіша модифікація B-26K активно використовувалась протягом війни в В'єтнамі, але після 1969 року всі вони швидко були зняті з озброєння.
Окрім США B-26 активно використовували Повітряні сили Франції, які отримали близько 200 літаків в 1951 році. Французькі B-26 брали активну участь в війнах в Індокитаї та Алжирі.

## Тактико-технічні характеристики

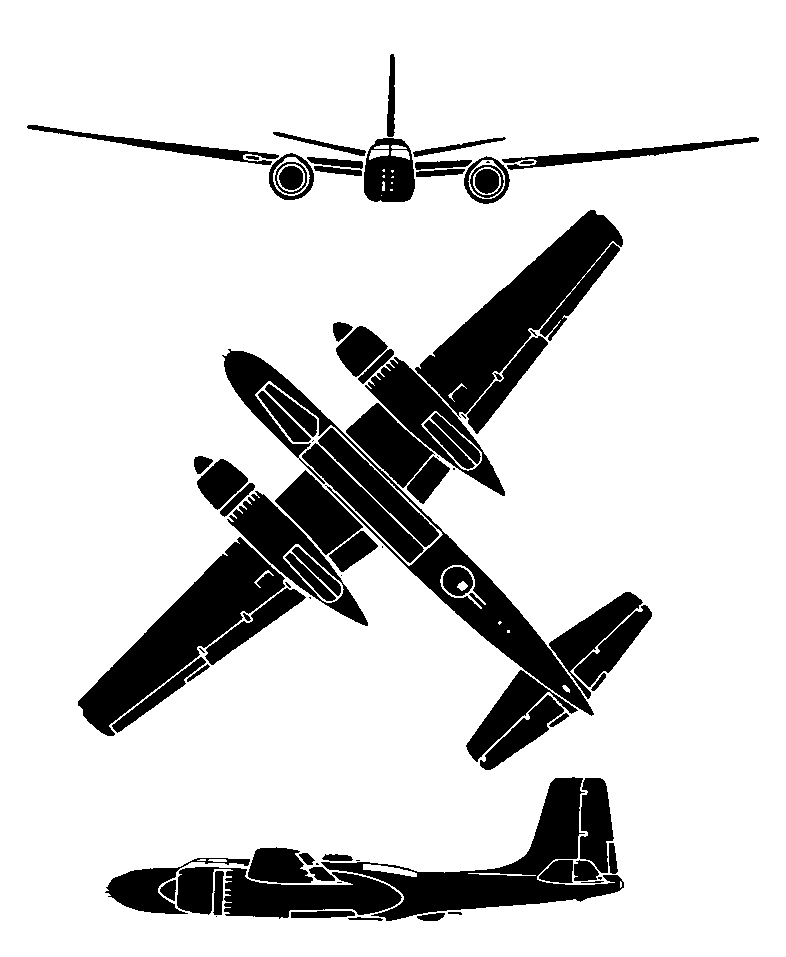
Схематичне зображення легкого бомбардувальника «Дуглас A-26 Інвейдер»

Дані з Ударная авиация Второй Мировой — штурмовики, бомбардировщики, торпедоносцы

### Технічні характеристики
|                                        |                                        | A-26B-15                      | A-26C-30                      |
| -------------------------------------- | -------------------------------------- | ----------------------------- | ----------------------------- |
| Довжина                                | Довжина                                | 15,24 м                       | 15,62 м                       |
| Висота                                 | Висота                                 | 5,64 м                        | 5,64 м                        |
| Розмах крил                            | Розмах крил                            | 21,34 м                       | 21,34 м                       |
| Площа крил                             | Площа крил                             | 50,17 м²                      | 50,17 м²                      |
| Маса                                   | пустого                                | 10 147 кг                     | 10 365 кг                     |
| Маса                                   | максимальна злітна                     | 15 876 кг                     | 15 876 кг                     |
| Двигуни                                | Двигуни                                | 2 × Pratt & Whitney R-2800-27 | 2 × Pratt & Whitney R-2800-27 |
| Потужність                             | Потужність                             | 2 × 2000 к. с.                | 2 × 2000 к. с.                |
| Максимальна швидкість на висоті 4570 м | Максимальна швидкість на висоті 4570 м | 571 км/год                    | 571 км/год                    |
| Дальність польоту                      | Дальність польоту                      | 2255 км                       | 2255 км                       |
| Практична стеля                        | Практична стеля                        | 6735 м                        | 6735 м                        |

### Озброєння
Стрілецьке
- A-26B:
  - курсове — 6 × 12,7-мм кулеметів в носовій частині (з серії A-276B-50 — 8 кулеметів в носовій частині і 6 в крилах)
  - захисне — по 2 12,7-мм кулемети в верхній і нижній дистанційно керованих баштах (в A-276B серій -51, -56, -61 і -66 замість нижньої башти встановлювався додатковий паливний бак)
- A-26C:
  - курсове — 2 × 12,7-мм кулемети в носовій частині
  - захисне — по 2 12,7-мм кулемети в верхній і нижній дистанційно керованих баштах

Бомбове
- до 1814 кг в бомбовому відсіку
- 2 × 454 кг бомби на зовнішніх підвісах або 14 × 127-мм некерованих ракет

## Країни-експлуатанти
| - Ангола - Повітряні сили Анголи - Біафра - Повітряні сили Біафри - Бразилія - Повітряні сили Бразилії - Велика Британія - Королівські повітряні сили Великої Британії - Південний В'єтнам - Повітряні сили Республіки В'єтнам - Домініканська Республіка - Повітряні сили Домініканської Республіки - Гватемала - Повітряні сили Гватемали | - Гондурас - Повітряні сили Гондурасу - Індонезія - Повітряні сили Індонезії - Колумбія - Військово-повітряні сили Колумбії - ДР Конго - Повітряні сили Демократичної Республіки Конго - Куба - Військово-повітряні сили Куби - Нікарагуа - Повітряні сили Нікарагуа - Перу - Повітряні сили Перу - Португалія - Повітряні сили Португалії | - Сальвадор - Повітряні сили Сальвадору - Саудівська Аравія - Королівські повітряні сили Саудівської Аравії - США - Повітряні сили армії США - Повітряні сили США - Військово-морські сили США - Туреччина - Повітряні сили Туреччини - Франція - Повітряні сили Франції - Чилі - Повітряні сили Чилі |

## Відео
- A-26 Flying Tips: How to Fly the Douglas A-26 Invader Attack Bomber [Архівовано 28 березня 2015 у Wayback Machine.]